# Анголь
Анголь (ісп. Angol) — місто в Чилі. Адміністративний центр однойменної комуни і провінції Мальєко. Населення — 43 801 осіб (2002). Місто і комуна входить до складу провінції Мальєко і регіону Арауканія.
Територія комуни — 1 194,40 км². Чисельність населення — 50 884 осіб (2007). Щільність населення — 42,6 чол./км².

## Розташування
Місто розташоване за 105 км на північ від адміністративного центру області міста Темуко.
Комуна межує:
- на півночі — з комуною Насім'єнто
- на північному сході — з комуною Ренайко
- на сході — з комуною Кольїпульї
- на південному сході — з комуною Ерсілья
- на півдні — з комуною Лос-Саусес
- на південному заході — з комуною Пурен
- на заході — з комунами Каньєте, Лос-Аламос
- на північному заході — з комуною Куранілауе

## Демографія
Згідно з даними, зібраними під час перепису Національним інститутом статистики, населення комуни становить 50.884 особи, з яких 24.559 чоловіків та 26.325 жінок.
Населення комуни становить 5,43 % від загальної чисельності населення області регіону Арауканія. 10,66 % належить до сільського населення і 89,34 % — міське населення.